# Alla Polacca
Alla Polacca é uma banda de rock alternativo portuguesa formada em 2001.
O nome da banda é explicado pelos membros como "Estava na escola a ler umas fotocópias e achei o nome engraçado. Não houve uma busca intensa na procura do nome. Gostamos da sonoridade."

## Membros

### Actuais
- Márcio Carvalho - baixo, vocais
- Duarte Silva - bateria
- Leonel Sousa - guitarra, vocais
- Pedro Silva - guitarra

### Anteriores
- Rodrigo Cardoso - guitarra (2001-2008)
- Pedro Marques - piano, sintetizador (2001-2006)
- Telmo Carvalho - bateria (2001-2005)
- Simone Sousa - vocais (2001-2003)
- Francisco Silva - guitarra, vocais (2003)

## Discografia

### Álbuns e EP
- 2001 - Old & Alla (álbum split)
- 2003 - Not The White P?
- 2003 - Why Not You? (álbum split)
- 2008 - We´re Metal And Fire In The Pliers Of Time[5]

### Compilações
- 2002 - Cais do Rock Vol.4
- 2002 - Your Imagination
- 2003 - Looking For Stars
- 2003 - 007
- 2005 - Can Take You Anywhere you Want